# Thomas Nikel
Thomas Nikel (* 5. August 1946 in München) ist ein deutscher Filmregisseur und Filmeditor, dessen Wirkungsfeld sich in erster Linie auf deutsche Fernsehserien und Fernsehfilme konzentriert.

## Karriere

### Regieassistenz, Filmeditor
Thomas Nikel trat erstmals 1973 als Synchronregisseur bei drei Folgen von Peter Frankenfelds Sendung Peters Bastelstunde in Erscheinung. Daran schlossen sich Arbeiten für Fernsehserien an, bei denen er entweder dem Regisseur assistierte oder als Editor tätig war. So bei den Tatort-Folgen Abendstern (1976) und Ein Schuß zuviel (1978) mit Hansjörg Felmy als Kommissar Haferkamp. Bei Niklaus Schillings Kinofilm Rheingold von 1978, der auf der 28. Berlinale vorgestellt wurde, war Nikel zusammen mit Angelika Gruber für den Schnitt verantwortlich. Bei dem US-amerikanisch-deutschen Science-Fiction-Film Enemy Mine – Geliebter Feind von Wolfgang Petersen war Thomas Nikel an der Seite von Hannes Nikel 1985 zusätzlich am Schnitt beteiligt wie zuvor schon 1981 an Petersens Film Das Boot.

### Regisseur
Im Jahr 1981 führte Nikel dann erstmals Regie, und zwar bei fünf Folgen der Kriminalfilm-Reihe Achtung Zoll!, die im Vorabendprogramm des Fernsehens ausgestrahlt wurden. Nikel war für die Folgen des damaligen Regionalsenders  SDR verantwortlich. Daran schlossen sich weitere Arbeiten fürs Fernsehen an, so beispielsweise für die Serien Jakob und Adele (1989) mit Carl-Heinz Schroth und Brigitte Horney, Ein Heim für Tiere (1989) mit Siegfried Wischnewski als Dr. Willi Bayer, 33 Folgen der Kriminalfilmreihe SOKO München (1991–1997) sowie die Familienserien Forsthaus Falkenau (1993) mit Christian Wolff und Wildbach (1994) mit Siegfried Rauch.
Der Film Lichterspiele von 1996, der unter dem Arbeitstitel Another View von Nikel inszeniert wurde, beruht auf einem Roman von Rosamunde Pilcher. Anja Kling spielt darin die Tochter eines berühmten Malers, der nur wenig Zeit für sie aufbringt. Von 1998 bis 2006 drehte Nikel 42 Episoden der Fernsehserie Medicopter 117 – Jedes Leben zählt, in der über den riskanten Einsatz zweier Rettungshubschrauber-Teams berichtet wird. Eine ähnliche Thematik war der Fernsehserie Die Rettungsflieger zu eigen, in der fiktive Einsätze eines Rettungshubschraubers nachgestellt wurden. Nikel übernahm von 2004 bis 2007 in 11 Episoden der Serie die Regie.

## Filmografie (Auswahl)
– Regie, wenn nicht anders angegeben –
- 1973: Peters Bastelstunde (Fernsehserie, 3 Folgen; Synchronregisseur)
- 1974, 1975: Härte 10 (Fernsehserie, 7 Folgen; Regieassistent)
- 1974–1977: Tegtmeiers Reisen (Fernsehserie, 7 Folgen; Regieassistent)
- 1976: Tatort: Abendstern (Filmreihe; Editor)
- 1976–1978: Nonstop Nonsens (Fernsehserie, 11 Folgen; Regieassistent)
- 1978: Rheingold (Editor)
- 1979: Tatort: Ein Schuß zuviel (Editor)
- 1980: Auf Achse (Fernsehserie, Folge Vollgas; Editor)
- 1981: Das Boot (zusätzlicher Editor)
- 1981: Achtung Zoll! (Fernsehserie, 5 Folgen)
- 1982: Welle Wahnsinn (Fernsehserie, 2 Folgen)
- 1982–1984: Heut’ abend (Fernsehserie, 7 Folgen)
- 1983: Landluft (Fernsehserie, 3 Folgen)
- 1985: Enemy Mine – Geliebter Feind (zusätzlicher Editor)
- 1989: Jakob und Adele (Fernsehserie, Folge Kurerlebnisse)
- 1989: Ein Heim für Tiere (Fernsehserie, 4 Folgen)
- 1989: Jakob oder Liebe hört nicht auf (Fernsehfilm)
- 1991: Ruck Zuck (Spielshow; Produktionsleiter)
- 1991, 1992: Küchengeschichten (Fernseh-Miniserie, 5 Kurzfilmfolgen)
- 1991–1997: SOKO München (Krimiserie, 33 Folgen)
- 1993: Forsthaus Falkenau (Fernsehserie, 7 Folgen)
- 1994: Wildbach (Fernsehserie, 5 Folgen)
- 1995: Flucht ins Paradies (Fernseh-Miniserie)
- 1996: Rosamunde Pilcher: Lichterspiele (AT: Another View)
- 1997: Solo für Sudmann (Krimiserie)
- 1997: Kap der Guten Hoffnung (Fernsehserie, Folgen Der Verrat und Der Aufbruch)
- 1998–2006: Medicopter 117 – Jedes Leben zählt (Fernsehserie, 42 Folgen)
- 2001: Unser Charly (Fernsehserie, Folgen Auf nach Florida und Die Delfine von Florida)
- 2002: Die Hinterbänkler (Fernsehserie, 6 Folgen)
- 2003: Die Rettungshunde: Hochzeitsreise in den Tod (Fernsehfilm)
- 2004–2007: Die Rettungsflieger (Fernsehserie, 11 Folgen)
- 2006: Und ich lieb dich doch! (Fernsehfilm)